# Саткінез (комуна)
Саткінез (рум. Satchinez) — комуна у повіті Тіміш в Румунії. До складу комуни входять такі села (дані про населення за 2002 рік):
- Беретяз (637 осіб)
- Саткінез (2818 осіб)
- Ходонь (1183 особи)

Комуна розташована на відстані 429 км на північний захід від Бухареста, 24 км на північний захід від Тімішоари.

## Населення
За даними перепису населення 2002 року у комуні проживали 4638 осіб.
Національний склад населення комуни:
| Національність   | Кількість осіб | Відсоток |
| ---------------- | -------------- | -------- |
| румуни           | 4098           | 88,4%    |
| цигани           | 351            | 7,6%     |
| німці            | 79             | 1,7%     |
| угорці           | 54             | 1,2%     |
| серби            | 30             | 0,6%     |
| українці         | 14             | 0,3%     |
| словаки          | 4              | 0,1%     |
| болгари          | 3              | 0,1%     |
| росіяни-липовани | 2              | < 0,1%   |
| італійці         | 1              | < 0,1%   |

Рідною мовою назвали:
| Мова       | Кількість осіб | Відсоток |
| ---------- | -------------- | -------- |
| румунська  | 4402           | 94,9%    |
| циганська  | 137            | 3,0%     |
| німецька   | 50             | 1,1%     |
| угорська   | 35             | 0,8%     |
| сербська   | 10             | 0,2%     |
| українська | 2              | < 0,1%   |
| російська  | 1              | < 0,1%   |
| італійська | 1              | < 0,1%   |

Склад населення комуни за віросповіданням:
| Релігія        | Кількість осіб | Відсоток |
| -------------- | -------------- | -------- |
| православні    | 4081           | 88,0%    |
| п'ятдесятники  | 229            | 4,9%     |
| римо-католики  | 147            | 3,2%     |
| баптисти       | 126            | 2,7%     |
| реформати      | 12             | 0,3%     |
| греко-католики | 12             | 0,3%     |
| адвентисти     | 10             | 0,2%     |
| лютерани       | 1              | < 0,1%   |
| не релігійні   | 1              | < 0,1%   |